# 周令飛
周令飛（1953年4月—），浙江紹興人，作家魯迅（本名周樹人）的长孫。现任鲁迅文化基金会会长。

## 生平
生於北京，父亲周海嬰是魯迅和許廣平的獨子，父亲和母亲馬新雲都是北京大學畢業生。1969年，16歲的周令飛在中國人民解放軍东北高炮某部当兵，后到解放军画报社当摄影记者，转业后到人民美術出版社任职，在《解放軍畫報》等媒體從事新聞攝影。
1979年，中国大陆允许“自费出国留学”后，他以“公派自费”名义留學日本。在東京，周令飛与同学、台灣人張純華戀愛。1982年9月18日，周令飛與張純華从日本飞抵达台湾，预备结婚。引起两岸舆论关注。在日本机场时，周令飛向媒体聲明：此舉純是為了愛情，沒任何其他企圖，此事與我父母無關，并退出中国共产党。9月24日上午，“在上百名的記者和為數更多的圍觀者注目之下”，周令飛和張純華在臺灣臺北地方法院公證處舉行婚禮。下午在台北國賓飯店國際廳舉行結婚茶會，出席的張家親友和新聞界人士有一千多人。中國大陸災胞救濟總會理事長谷正綱做为贵宾出席、并祝福周令飛、張純華二人。之後，周留在台灣。
1999年，周令飛離開台灣，到上海工作，2002年起與父親等魯迅后人創辦上海魯迅文化發展中心，他做主任。2012年成立魯迅文化基金會。他參加了上海電影集團2005年丁蔭楠電影《魯迅》的工作。

## 家庭
他與張純華育有2個女兒：周璟馨、周景文。名字裏的景字紀念祖母許廣平（笔名景宋）。大女兒是藝人。

## 著作
在台灣著有《三十年來話從頭》（1983年）、《夢幻狂想奏鳴曲：中國大陸表演藝術1949～1989》（1992年）等書。